# Izabela Bełcik
Izabela Monika Bełcik est une ancienne joueuse de volley-ball polonaise née le 29 novembre 1980 à Malbork. Elle mesure 1,85 m et jouait au poste de passeuse. Elle a totalisé 322 sélections en équipe de Pologne. Elle a mis un terme à sa carrière de volleyeuse professionnelle en avril 2018.

## Clubs
| Club                | De        | À         |
| ------------------- | --------- | --------- |
| SMS PZPS Sosnowiec  | 1997-1998 | 1998-1999 |
| Gedania Gdańsk      | 1999-2000 | 2003-2004 |
| PTPS Piła           | 2004-2005 | 2005-2006 |
| Muszynianka Muszyna | 2006-2007 | 2009-2010 |
| Atom Trefl Sopot    | 2010-2011 | 2014-2015 |
| KPS Chemik Police   | 2015-2016 | 2017-2018 |

## Palmarès

### Équipe nationale
- Championnat d'Europe (2)
  - Vainqueur : 2003, 2005
- Jeux européen
  - Finaliste : 2015.

### Clubs
- Championnat de Pologne
  - Vainqueur : 2008, 2009, 2012, 2013, 2016, 2017, 2018.
  - Finaliste : 2006, 2010, 2011, 2015.
- Supercoupe de Pologne
  - Vainqueur : 2009, 2015.
  - Finaliste : 2006, 2008, 2012, 2013, 2017.
- Coupe de Pologne
  - Vainqueur : 2015, 2016, 2017.
- Coupe de la CEV
  - Finaliste : 2015.